# Parafia św. Maksymiliana Marii Kolbego w Weryni
Parafia św. Maksymiliana Marii Kolbego w Weryni - parafia rzymskokatolicka znajdująca się w diecezji rzeszowskiej w dekanacie Kolbuszowa Wschód. 
Parafię erygował ks. Abp Jerzy Ablewicz w roku 1978, wydzielając jej terytorium z terytorium parafii kolbuszowskiej. Kościół parafialny  został zbudowany w latach 1982–1985 i poświęcony w roku 1986.
Mieszkańcy parafii:
- mieszkańców - 1200
- wiernych - 1195